# Lakenfeesten

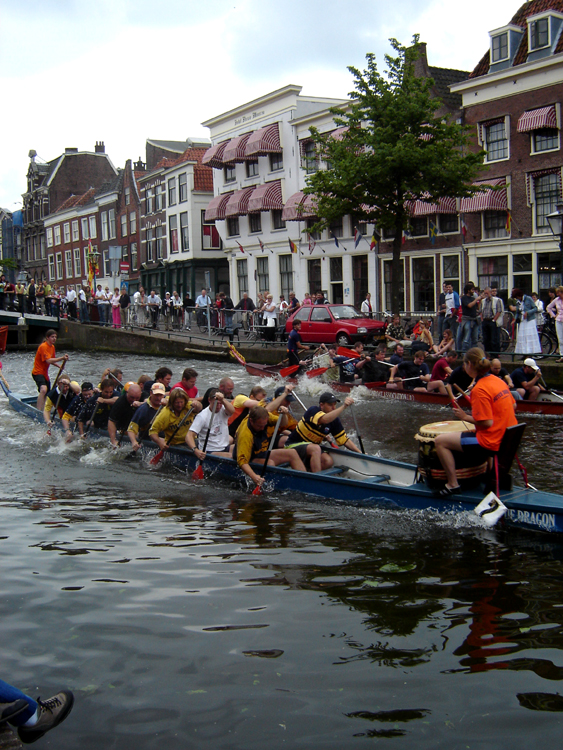
Een drakenbootrace tijdens de lakenfeesten in 2005

De lakenfeesten zijn een jaarlijks terugkerend evenement in de Nederlandse stad Leiden. De naam van het evenement refereert aan de tijd dat de stad een bloeiende lakenindustrie had, maar de festiviteiten hebben met deze historie verder weinig van doen.  
De Lakenfeesten duurden van oorsprong (1986) 11 dagen en omvatten de eerste twee weekends van juli.
De opzet was om dit te doen rondom de verjaardag van Rembrandt op 15 juli, dit was het idee van de VVV directeur Cees Hugens. In overleg met de Leidse Marktdienst is uitgegroeid tot het huidige succes.
In 1987 werd het festijn voor de tweede maal georganiseerd, van 9 tot en met 19 juli. Het sinds 1982 bestaande popfestival Werfpop werd in het programma opgenomen, op de voor dit evenement traditionele tweede zondag in juli. Andere onderdelen zijn in de loop der jaren toegevoegd, zoals de peurbakkentocht (een optocht van bijzonder uitgedoste "vaartuigen" door de grachten),  als eerste georganiseerd door de Leidse brandweer met de oorspronkelijke peurbakken. Het straatmuzikantenconcours De Gouden Pet, markten in de binnenstad met enige aandacht voor het laken, een Drakenbootrace en het eetfestijn Leiden Culinair.
Vanaf het begin was duidelijk dat de feesten in de weekends goed op gang kwamen, maar dat de tussenliggende weekdagen een zorgenkindje voor het organisatiecomité bleven. In 2006 werd de knoop doorgehakt en het evenement tot 4 dagen rond het eerste weekend van juli gereduceerd. Omdat Werfpop aan haar vaste weekend hechtte, maakt zij sindsdien geen deel meer uit van de programmering van de festiviteiten. In 2011 zijn de Lakenfeesten nogmaals met een week vervroegd, naar het laatste weekend van juni.
Begin 2005 kwam de organisatie op enig moment in conflict met de gemeente Leiden, die de jaarlijks terugkerende kosten van de festiviteiten op de organiserende stichting wilde verhalen. Op enig moment dreigde de laatste zelfs de organisatie van het evenement te staken. Op 4 maart van dat jaar kwamen de betrokken partijen toch tot overeenstemming.